# Arálie královská
Arálie královská (Aralia rex) je jeden z nejohroženějších stromů světa. V současnosti jsou známy pouze dva stromy rostoucí na Kubě, jeden v oblasti La Curva del Muerto, pohoří Topes de Collantes, provincie Sancti Spiritus a druhý v pohoří Sierra de La Caoba, Národní park Viñales u města Pinar del Río. Tento druhý strom dorůstá výšky 14 metrů. Rostlinu se nedaří dále rozmnožovat semeny.
Další tři stromy popsané v minulosti se již nedaří nalézt a pravděpodobně uhynuly.
Strom z oblasti Viñales bývá doprovázen také dvěma vzácnými druhy cykasů Microcycas calocoma (Miq.) A.DC. a Zamia amblyphyllidia D.W.Stev.

## Galerie

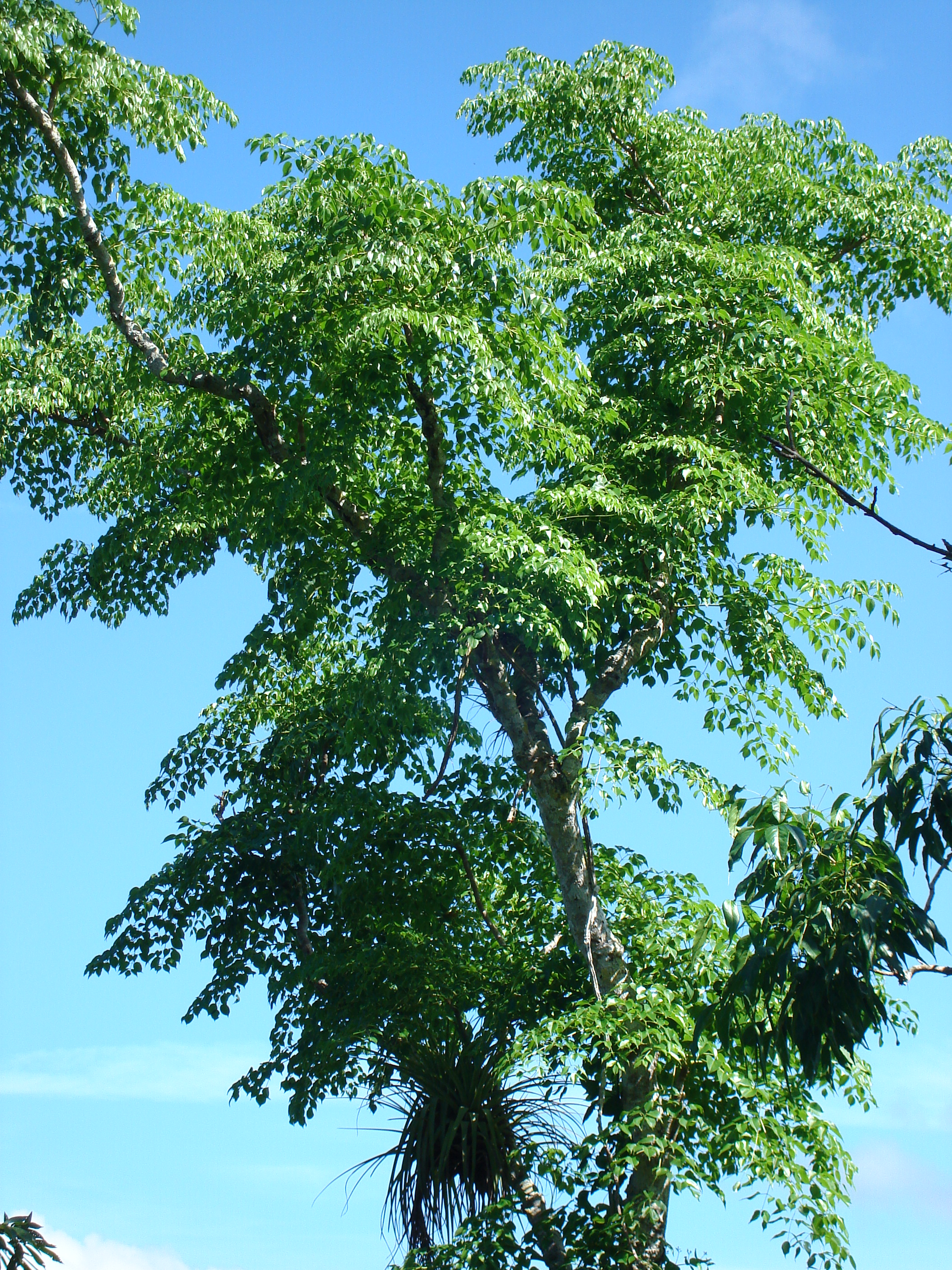
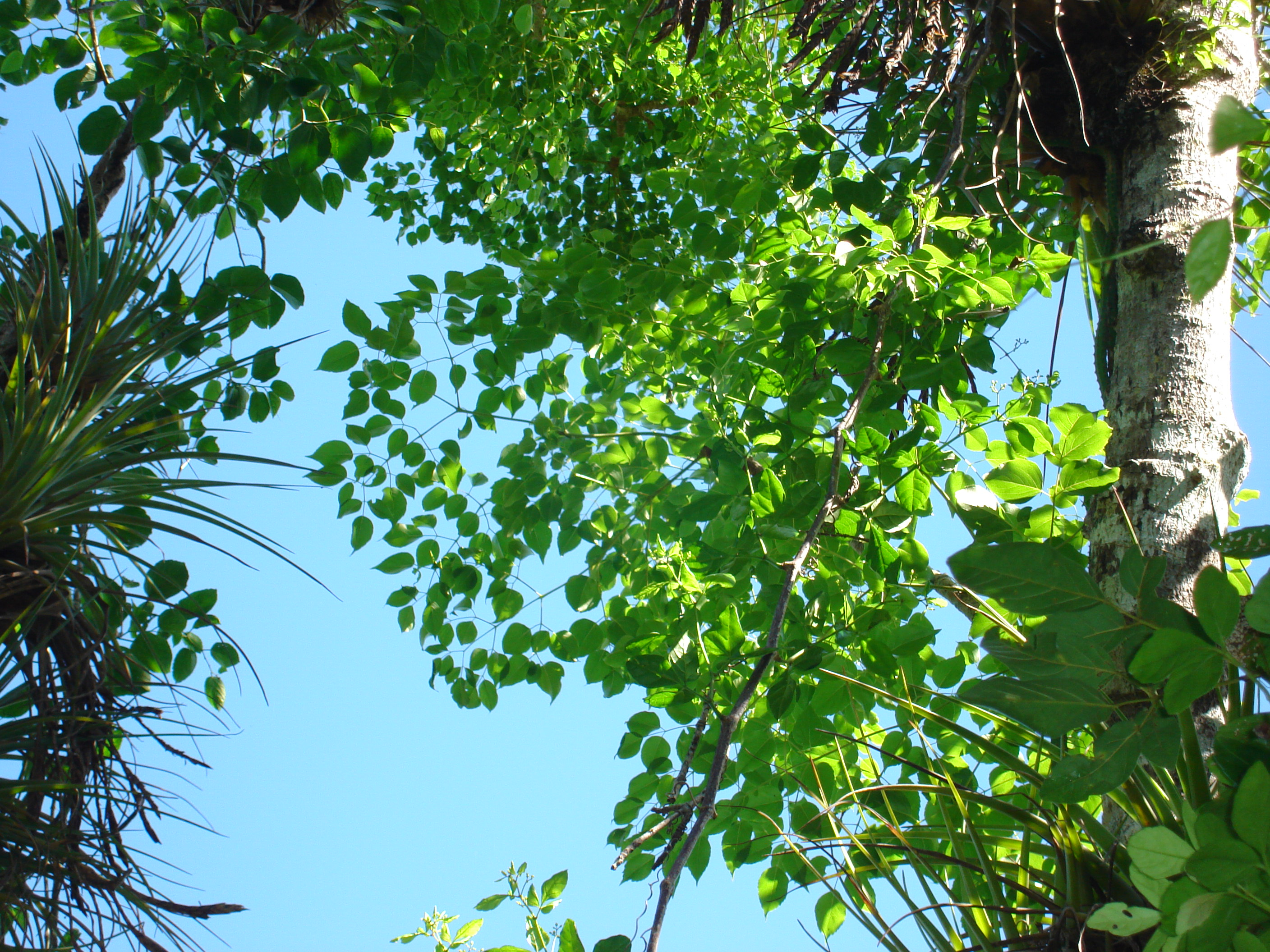
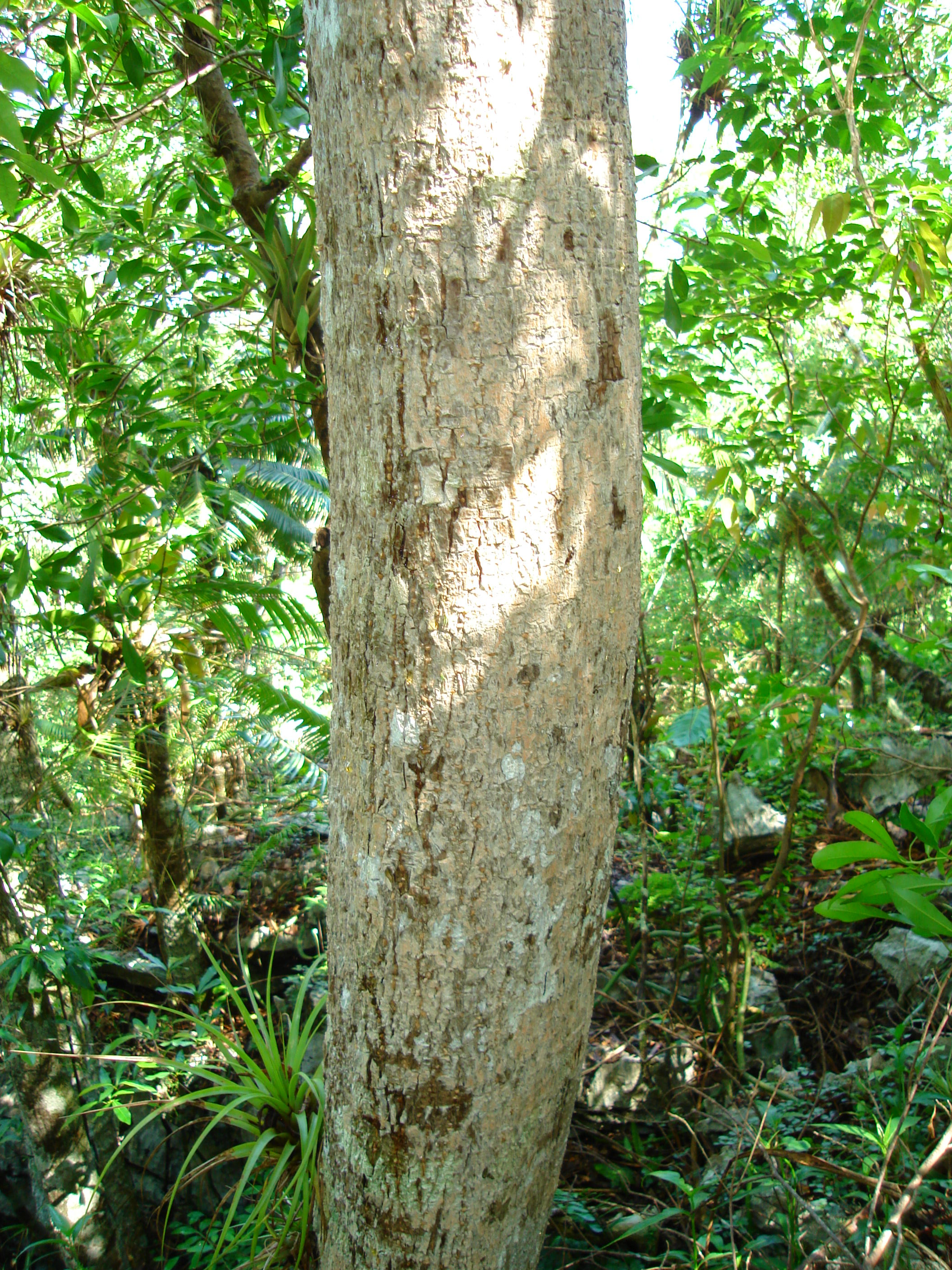
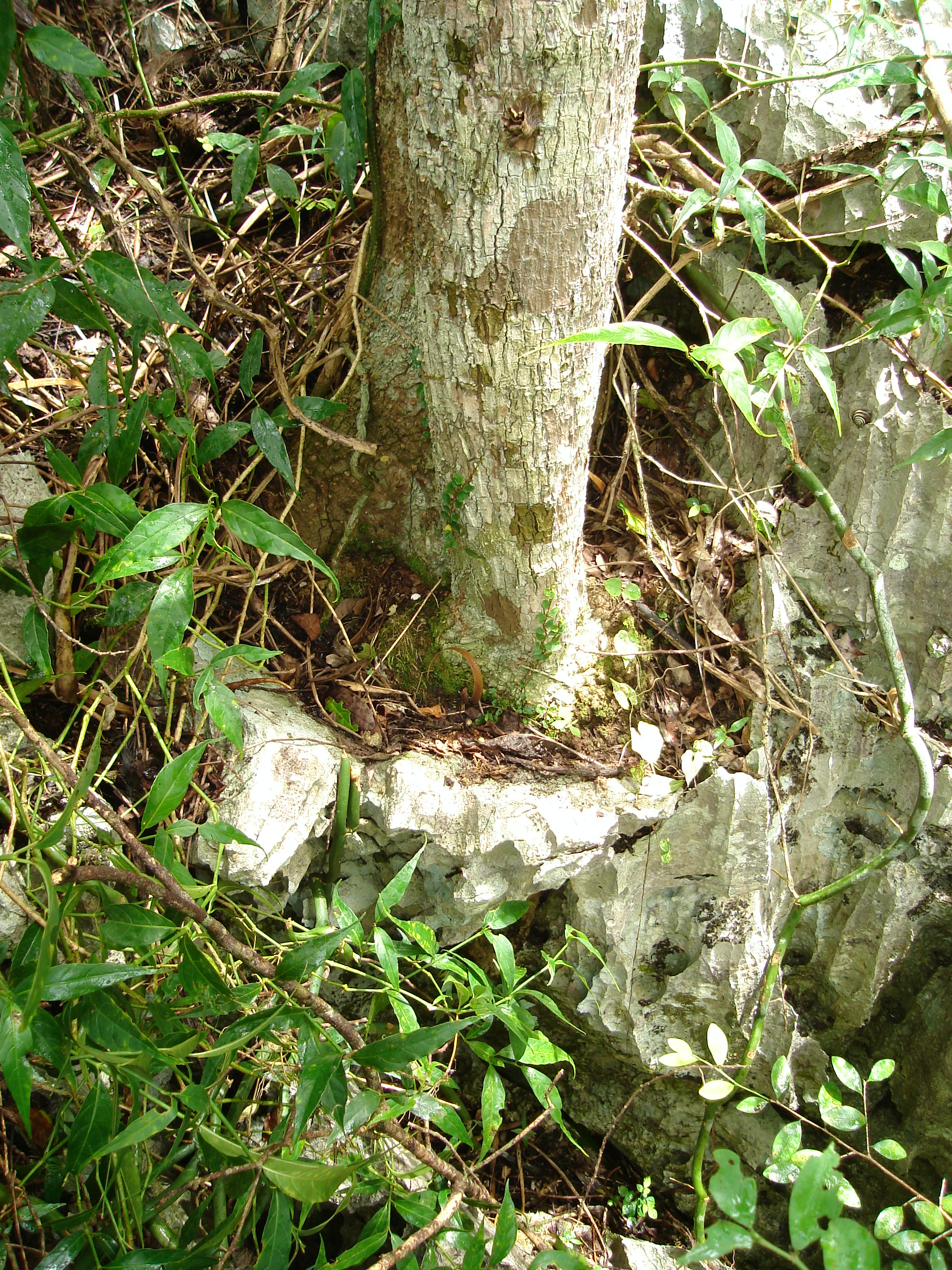